# Austrocylindropuntia
Austrocylindropuntia es un género de plantas suculentas perteneciente a la familia Cactaceae. Contiene 7 especies aceptadas.

## Descripción
Las especies de este género crecen principalmente como un arbusto, pero a veces también como un árbol. Forman arbustos poco ramificados o, en ocasiones, cojines densos que alcanzan una altura de 0,5 a 5 metros. 
Los tallos son cilíndricos y a veces están articulados. Las hojas son suculentas y cilíndricas, de caída tardía y miden hasta 4 milímetros de largo. Las areolas llevan gloquidios (espinas irritantes), pelos y espinas lisas y sin vaina.
Las flores pueden ser amarillas, rosadas o rojas y miden hasta 8 centímetros de largo. Los frutos son de paredes gruesas, elípticos y jugosos. Contienen semillas esféricas o con forma de pera, de 3,5 a 7 milímetros de largo.

## Distribución
El área de distribución nativa de este género va desde el centro de Colombia hasta el noroeste de Argentina. Además ha sido introducido en muchas regiones del mundo.

## Taxonomía
El género fue descrito por el botánico alemán Curt Backeberg y publicado por primera vez en la revista científica Blätt. Kakteenf. 5 (6): 21 en 1938.
Etimología
Austrocylindropuntia: nombre genérico que deriva de la palabra latina auster (que significa 'sur') y el género Cylindropuntia, con el que algunas especies del género tienen similitudes. Así, el nombre de Cylindropuntia deriva de la palabra griega kýlindros (que significa 'cilindro') y el género Opuntia, (con el que el género tiene similitudes), haciendo referencia a la forma cilíndrica de los tallos de las plantas.

## Especies aceptadas
Actualmente, el género Austrocylindropuntia consta de 7 especies aceptadas según la Plants of the World Online (POWO):
| Imagen | Nombre científico                                     | Distribución                                              |
| ------ | ----------------------------------------------------- | --------------------------------------------------------- |
|        | Austrocylindropuntia cylindrica (Lam.) Backeb.        | Desde Colombia central, Ecuador hasta el noroeste de Perú |
|        | Austrocylindropuntia floccosa (Salm-Dyck) F.Ritter    | Desde Perú hasta Bolivia                                  |
|        | Austrocylindropuntia lauliacoana F.Ritter             | Centro de Perú                                            |
|        | Austrocylindropuntia pachypus (K.Schum.) Backeb.      | Oeste de Perú                                             |
|        | Austrocylindropuntia shaferi (Britton & Rose) Backeb. | Desde Bolivia hasta el noroeste de Argentina              |
|        | Austrocylindropuntia subulata (Muehlenpf.) Backeb.    | Centro y suroeste de Colombia, Perú y Bolivia             |
|        | Austrocylindropuntia vestita (Salm-Dyck) Backeb.      | Desde Bolivia hasta el noroeste de Argentina              |